# Advanced Program-to-Program Communication
Advanced Program to Program Communication of APPC is een protocol dat computerprogramma's kunnen gebruiken om via een netwerk te communiceren. APPC zit op de applicatielaag in het OSI-model, het maakt communicatie mogelijk tussen programma's op verschillende computersystemen. APPC is gedefinieerd als VTAM LU 6.2 (Logisch eenheidstype 6.2).

## Historiek
APPC is in 1982 ontwikkeld als onderdeel van IBM's Systems Network Architecture (SNA).
APPC-software was beschikbaar voor veel verschillende IBM- en niet-IBM-besturingssystemen, hetzij als onderdeel van het besturingssysteem, hetzij als een afzonderlijk softwarepakket
APPC werd voornamelijk gebruikt door IBM-installaties met besturingssystemen zoals z/OS (voorheen MVS dan OS/390), z/VM (voorheen VM/CMS), z/TPF, IBM i (voorheen OS/400), OS/2, AIX en z/VSE (voorheen DOS/VSE). Microsoft bood ook SNA -ondersteuning in de Host Integration Server van Microsoft.
Met de algemene acceptatie van TCP/IP is APPC-ontwikkeling verdwenen en resten er nog sporadische oude toepassingen al dan niet over Enterprise Extender (RFC 2353), die het verzenden van APPC-verkeer over IP-netwerken mogelijk maakt.